# Консервативная партия (Болгария)
Консервати́вная па́ртия — болгарская политическая партия, существовавшая в 1879—1884 годах. Печатными органами партии были газеты «Витоша», «Български глас» и «Отечество».
Члены консервативной партии формировали два первых правительства Болгарского княжества, но не смогли выиграть ни одни выборы. После поддержки выступлений против режима Александра I Баттенберга и отмены Тырновской конституции партия была дискредитирована и распалась.

## Видные члены партии
- Марко Балабанов (1837—1921)
- Тодор Бурмов (1834—1906)
- Георгий Валкович (1833—1892)
- Димитр Греков (1847—1901)
- Григорий (Немцов) (1828—1898)
- Тодор Икономов (1835—1892)
- Климент (Друмев) (1841—1901)
- Григор Накович (1845—1920)
- Константин Стоилов (1853—1901)